# Stenophiloscia vandeli
Stenophiloscia vandeli là một loài chân đều trong họ Halophilosciidae. Loài này được Matsakis miêu tả khoa học năm 1967.